# Miralpeix
Miralpeix fue un despoblado medieval situado entre Caspe y Fraga, cerca del Ebro.

## Historia
Miralpeix es célebre por el mausoleo romano que se  encontró y que trasladó a Caspe durante las obras del embalse de Mequinenza. Los Montcada de Fraga  edificaron una torre que se decía Torre de Miralpeix.
En la Concordia entre Caspe y Fraga por las fronteras de las partidas de Valle de Urrios y Pui Albiello el término de Miralpeix se partió en dos en 1308 (se  conoce una copia del documento datada en 1716).

## Toponimia
La palabra procede, de acuerdo con la fonética aragonesa y catalana de PISCIS > pez. El topónimo es recurrente en la Ribagorza (por ejemplo se encuentra en Capella), y se  encuentra un caso parecido en la Ribera Navarra, el histórico Castillo de Mirapeix. Hay otro "Miralpeix" que es una entidad de población de Tiurana (La Noguera). También hay topónimos similares con la misma etimología en Occitania, al norte de los Pirineos: 
- La ciudad de Mirapeis (en francés Mirepoix).
- La comuna de Mirapeish en el distrito de Pau.

Significa en aragonés, catalán y occitano "lugar al lado de un río que lleva peces" o bien "encarado hacia los peces" de acuerdo con Corominas en el Onomasticon Catoloniae.
- Datos: Q13049608